# Galium
Galium L., 1753 è un genere di piante della famiglia delle Rubiacee che comprende erbe annuali e perenni diffuse nei climi temperati di ambedue gli emisferi, Italia compresa.
Il nome Galium deriva dal greco gala, che significa latte. Infatti diverse specie possiedono un enzima in grado di cagliare il latte.

## Descrizione
Il portamento è erbaceo.
Le foglie sono a margine intero e sono tipicamente riunite a vertici.

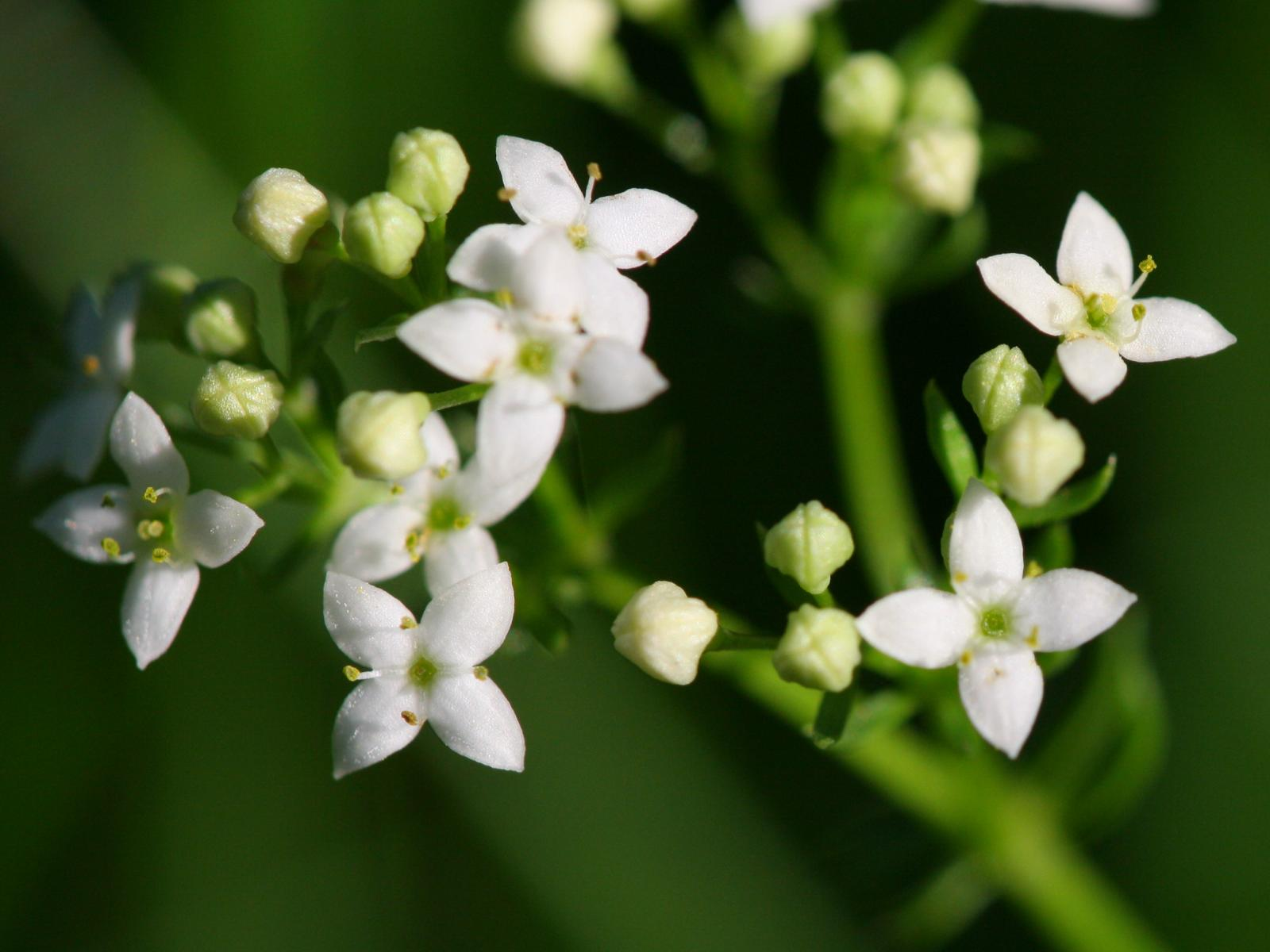
Fiori di Galium harcynum

I fiori sono piccoli, regolari, di solito bianchi o gialli (secondo le specie), riuniti in infiorescenze. La corolla ha comunemente quattro petali, in qualche caso cinque.
I frutti possiedono due semi ciascuno.

## Biologia
Esistono alcune specie di farfalle i cui bruchi si nutrono esclusivamente di piante del genere Galium, in particolare i Geometridi Eulithis pyraliata e Epirrhoe alternata e Macroglossum stellatarum della famiglia Sphingidae, nota come farfalla colibrì.

## Tassonomia
Il genere Galium comprende oltre 600 specie
In Europa sono presenti le seguenti::
- Galium abaujense Borbás
- Galium absurdum Krendl
- Galium acuminatum Ball
- Galium adhaerens Boiss. & Balansa
- Galium advenum Krendl
- Galium aegaeum (Stoj. & Kitanov) Ancev
- Galium aetnicum Biv.
- Galium affrenum (Klokov) Ostapko
- Galium album Mill.
- Galium amorginum Halácsy
- Galium anfractum Sommier & Levier

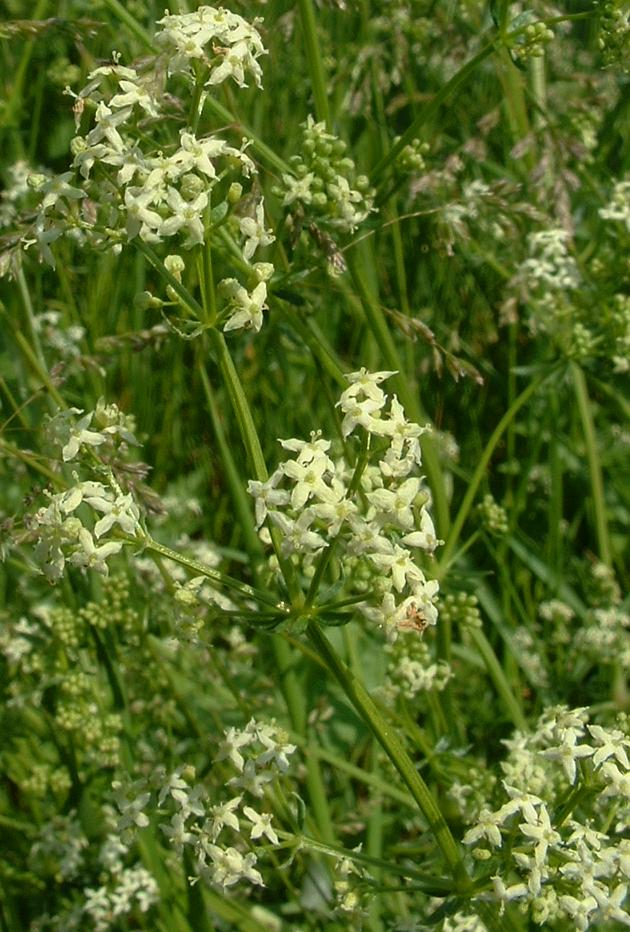
Galium album

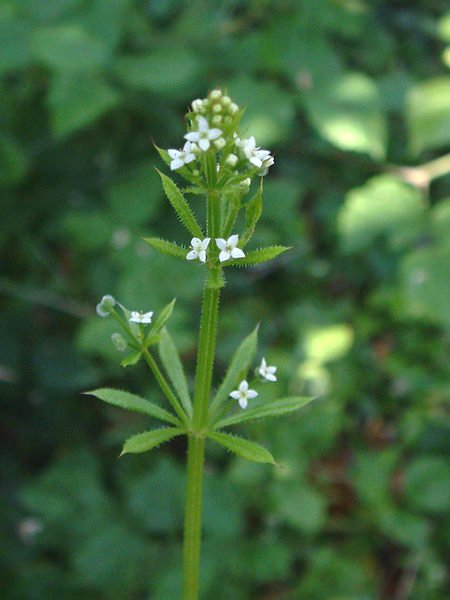
Galium aparine

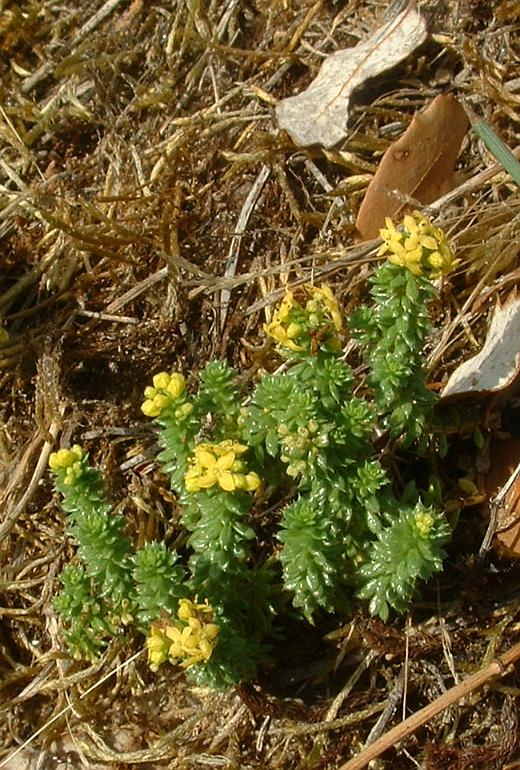
Galium arenarium

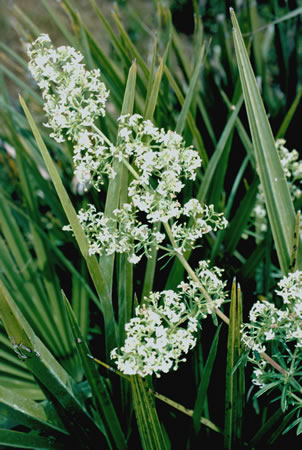
Galium litorale

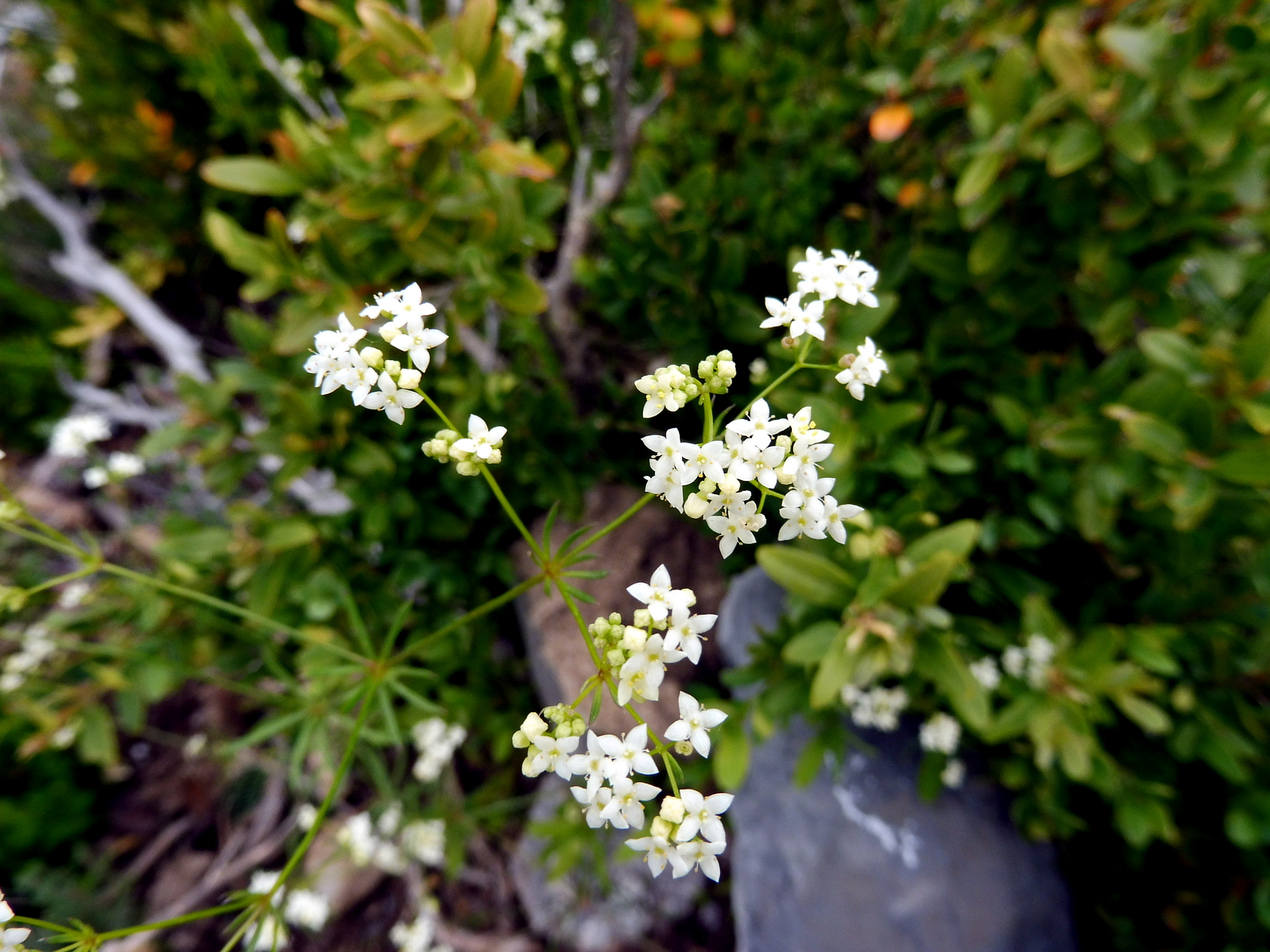
Galium lucidum

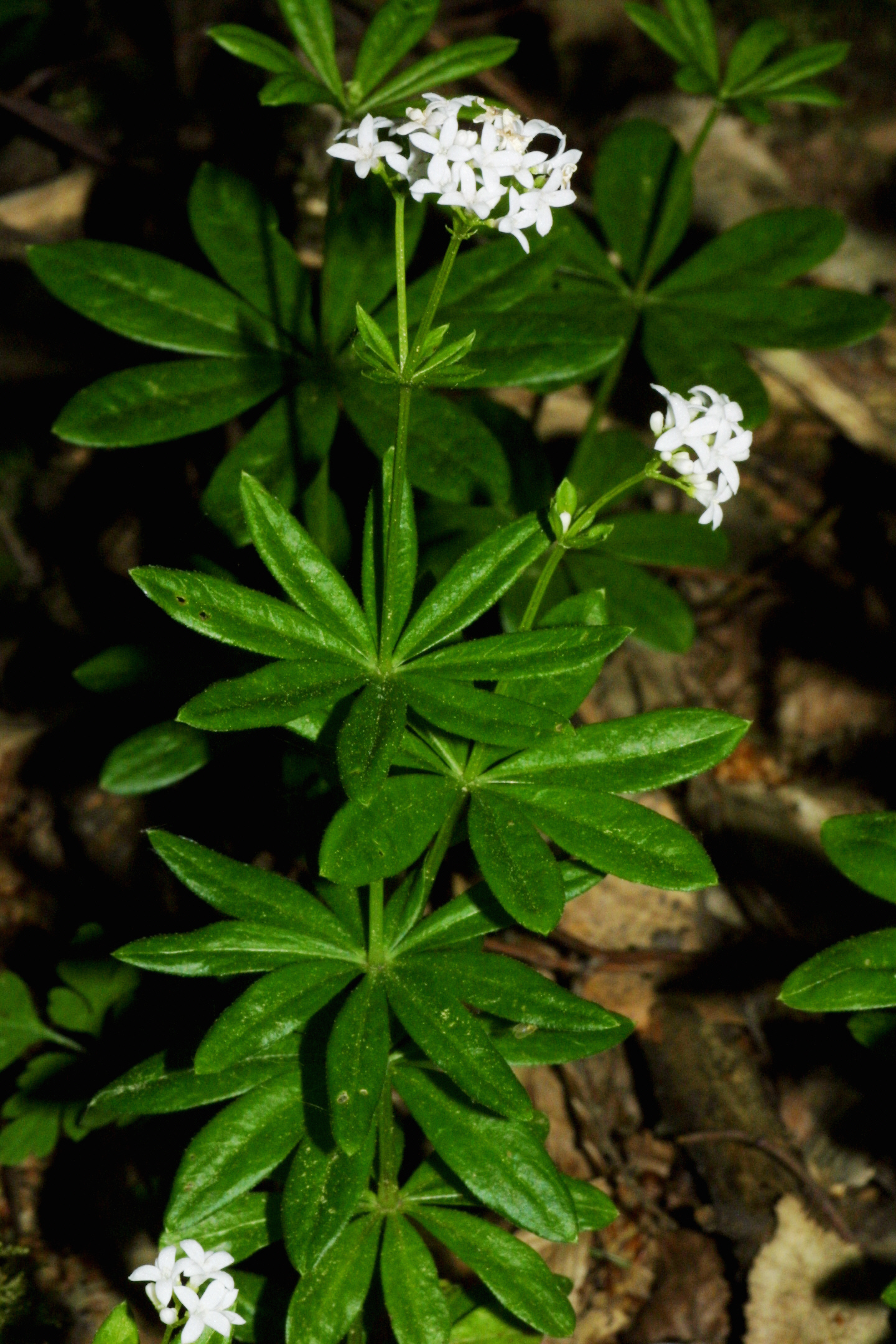
Galium odoratum

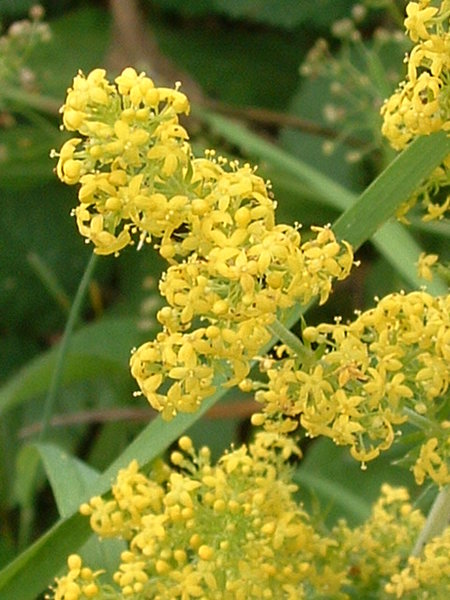
Galium verum a fiori gialli

- Galium angustissimum (Bornm.) Ehrend.
- Galium anisophyllon Vill.
- Galium antitauricum Ehrend.
- Galium aparine L.
- Galium arenarium Loisel.
- Galium aretioides Boiss.
- Galium aristatum L.
- Galium articulatum Lam.
- Galium asparagifolium Boiss. & Heldr.
- Galium asturiocantabricum Ehrend.
- Galium atlanticum Ball
- Galium atropatanum Grossh.
- Galium attenuatum Klokov & Zaver.
- Galium austriacum Jacq.
- Galium baeticum  (Rouy) Ehrend. & Krendl
- Galium baillonii D. Brândzǎ
- Galium baldense Spreng.
- Galium balearicum Briq.
- Galium basalticum Ehrend. & Schönb.-Tem.
- Galium baytopianum Ehrend. & Schönb.-Tem.
- Galium bernardii Gren. & Godr.
- Galium biebersteinii Ehrend.
- Galium boissieranum Ehrend. & Krendl
- Galium boreale L.
- Galium bornmuelleri Bornm.
- Galium borysthenicum Klokov
- Galium bourgaeanum Coss.
- Galium bracteatum Boiss.
- Galium brevifolium Sm.
- Galium breviramosum Krendl
- Galium brockmannii Briq.
- Galium broterianum Boiss. & Reut.
- Galium brunnaeum Munby
- Galium bulgaricum Velen.
- Galium bullatum Lipsky
- Galium campanelliferum Ehrend. & Schönb.-Tem.
- Galium canum DC.
- Galium capitatum Bory & Chaub.
- Galium cappadocicum Boiss.
- Galium capreum Krendl
- Galium cassium Boiss.
- Galium cerato-amanianum Ehrend.
- Galium ceratopodum Boiss.
- Galium cespitosum Lam.
- Galium chaetopodum Rech. f.
- Galium chloroleucum Fisch. & C. A. Mey.
- Galium cilicicum Boiss.
- Galium circae Krendl
- Galium citraceum Boiss.
- Galium columella Boiss.
- Galium cometerhizon Lapeyr.
- Galium concatenatum Coss.
- Galium congestum Klokov & Zaver.
- Galium consanguineum Boiss.
- Galium cordatum Roem. & Schult.
- Galium cornigerum Boiss. & Hausskn.
- Galium corrudifolium Vill.
- Galium corsicum Spreng.
- Galium cossonianum Jafri
- Galium cracoviense Ehrend.
- Galium crespianum J.J. Rodr.
- Galium cyllenium Boiss. & Heldr.
- Galium czerepanovii Pobed.
- Galium davisii Ehrend.
- Galium debile Desv.
- Galium decipiens Jord.
- Galium decorum Krendl
- Galium degenii Degen
- Galium demissum Boiss.
- Galium densiflorum Ledeb.
- Galium dieckii Bornm.
- Galium divaricatum Lam.
- Galium donetzkiensis Ostapko
- Galium dubovikiae Ostapko
- Galium dumosum Boiss.
- Galium elongatum C. Presl
- Galium erectum Huds.
- Galium eruptivum Krendl
- Galium erythrorrhizon Boiss. & Reut.
- Galium exsurgens Ehrend. & Schönb.-Tem.
- Galium firmum Tausch
- Galium fissurense Ehrend. & Schönb.-Tem.
- Galium flavescens Borbás
- Galium fleurotii Jord.
- Galium floribundum Sm.
- Galium fruticosum Willd.
- Galium galiopsis (Hand.-Mazz.) Erhend.
- Galium geminiflorum Lowe
- Galium ghilanicum Stapf
- Galium glabricarpum Ostapko
- Galium glabrum Thunb.
- Galium glaucophyllum Em. Schmid
- Galium glaucum L.
- Galium globuliferum Hub.-Mor. & Reese
- Galium graecum L.
- Galium grossheimii Pobed.
- Galium grusinum Trautv.
- Galium haussknechtii Ehrend.
- Galium heldreichii Halácsy
- Galium hellenicum Krendl
- Galium helodes Hoffmanns. & Link
- Galium hierochuntinum Bornm.
- Galium hierosolymitanum L.
- Galium huber-morathii Ehrend. & Schönb.-Tem.
- Galium humifusum M. Bieb.
- Galium hypoxylon Ehrend. & Schönb.-Tem.
- Galium hyrcanicum C. A. Mey.
- Galium idubedae (Debeaux) Ehrend.
- Galium incanum Sibth. & Sm.
- Galium incrassatum Halácsy
- Galium incurvum Sibth. & Sm.
- Galium insulare Krendl
- Galium intermedium  Schult.
- Galium intricatum Margot & Reut.
- Galium isauricum Ehrend. & Schönb.-Tem.
- Galium judaicum Boiss.
- Galium kerneri Degen & Dörfl.
- Galium kiapazi Manden.
- Galium kitaibelianum Schult. & Schult. f.
- Galium kurdicum Boiss. & Hohen.
- Galium laevigatum L.
- Galium lasiocarpum Boiss.
- Galium litorale Guss.
- Galium longatum C. Presl
- Galium lucidum All.
- Galium macedonicum Krendl
- Galium macilentum Klokov & Zaver.
- Galium magellense Ten.
- Galium majmechense Bordz.
- Galium margaceum Ehrend. & Schönb.-Tem.
- Galium margaritaceum A. Kern.
- Galium maritimum L.
- Galium megalospermum All.
- Galium melanantherum Boiss.
- Galium meliodorum (Beck) R. M. Fritsch
- Galium membranaceum Ehrend.
- Galium minutulum Jord.
- Galium mirum Rech. f.
- Galium mite Boiss. & Hohen.
- Galium moldavicum (Dobrescu) Franco
- Galium mollugo L.
- Galium monachinii Boiss. & Heldr.
- Galium monasterium Krendl
- Galium montis-arerae Merxm. & Ehrend.
- Galium mugodsharicum Pobed.
- Galium murale (L.) All.
- Galium murcicum Boiss. & Reut.
- Galium nabelekii Ehrend. & Schönb.-Tem.
- Galium neglectum Gren.
- Galium nevadense Boiss. & Reut.
- Galium nigricans Boiss.
- Galium noli-tangere Ball
- Galium noricum Ehrend.
- Galium normanii O. C. Dahl
- Galium numidicum Pomel
- Galium obliquum Vill.
- Galium octonarium (Klokov) Pobed.
- Galium odoratum (L.) Scop.
- Galium oelandicum (Sterner & Hyl.) Ehrend.
- Galium olivetorum Le Houér.
- Galium olympicum Boiss.
- Galium ophiolithicum Krendl
- Galium oreophilum Krendl
- Galium palaeoitalicum Ehrend.
- Galium palustre L.
- Galium pamphylicum Boiss. & Heldr.
- Galium papilliferum Ehrend. & Schönb.-Tem.
- Galium paradoxum Maxim.
- Galium parisiense L.
- Galium parvulum Ehrend. & Schönb.-Tem.
- Galium paschale Forssk.
- Galium pastorale Krendl
- Galium peloponnesiacum Ehrend. & Krendl
- Galium penduliflorum Boiss.
- Galium penicillatum Boiss.
- Galium peplidifolium Boiss.
- Galium perralderii Coss. & Durieu
- Galium petraeum Coss.
- Galium philistaeum Boiss.
- Galium pisiferum Boiss.
- Galium pisoderium Krendl
- Galium polonicum Blłocki
- Galium praeboreale Klokov
- Galium praemontanum Mardal.
- Galium procurrens Ehrend.
- Galium productum Lowe
- Galium pruinosum Boiss.
- Galium pseudaristatum Schur
- Galium pseudoboreale Klokov
- Galium pseudocapitatum Ehrend. & Schönb.-Tem.
- Galium pseudohelveticum Ehrend.
- Galium pseudorivale Tzvelev
- Galium psilophyllum Ehrend. & Schönb.-Tem.
- Galium pterocarpum Ehrend.
- Galium pulvinatum Boiss.
- Galium pumilum Murray
- Galium pusillum L.
- Galium pyrenaicum Gouan
- Galium radulifolium Ehrend. & Schönb.-Tem.
- Galium recurvum DC.
- Galium reiseri Halácsy
- Galium rhodopeum Velen.
- Galium rigidifolium Krendl
- Galium rivale (Sibth. & Sm.) Griseb.
- Galium rosellum Boiss. & Reut.
- Galium rotundifolium L.
- Galium rubioides L.
- Galium rubrum L.
- Galium runcinatum Ehrend. & Schönb.-Tem.
- Galium ruthenicum Willd.
- Galium sacrorum Krendl
- Galium salicifolium Klokov
- Galium samothracicum Rech. f.
- Galium samuelsonii Ehrend.
- Galium saturejifolium Trevir.
- Galium saxatile L.
- Galium saxosum (Chaix) Breistr.
- Galium scabrifolium (Boiss.) Hausskn.
- Galium scabrum L.
- Galium schmidii Arrigoni
- Galium scopulorum Schönb.-Tem.
- Galium setaceum Lam.
- Galium sevanense Pobed.
- Galium shepardii Post
- Galium sieheanum Ehrend.
- Galium sinaicum Boiss.
- Galium sorgerae Ehrend. & Schönb.-Tem.
- Galium sosnowskyi Manden.
- Galium speciosum Krendl
- Galium spurium L.
- Galium stepparum Ehrend. & Schönb.-Tem.
- Galium sterneri Ehrend.
- Galium suberosum Sibth. & Sm.
- Galium subnemorale Klokov & Zaver.
- Galium subuliferum Sommier & Levier
- Galium subvelutinum (DC.) C. Koch
- Galium sudeticum Tausch
- Galium suecicum (Sterner) Ehrend.
- Galium sylvaticum L.
- Galium taygetum Krendl
- Galium tendae Rchb. f.
- Galium tenderiense Klokov
- Galium tenuissimum M. Bieb.
- Galium thymifolium Boiss. & Heldr.
- Galium timeroyi Jord.
- Galium tmoleum Boiss.
- Galium tolosianum Boiss. & Kotschy
- Galium tomentellum Klokov
- Galium tortumense Ehrend. & Schönb.-Tem.
- Galium transcarpaticum Stojko & Tasenk.
- Galium transcaucasicum Stapf
- Galium tricornutum Dandy
- Galium trifidum L.
- Galium triflorum Michx.
- Galium trojanum Ehrend.
- Galium truniacum (Ronniger) Ronniger
- Galium tubiflorum Ehrend.
- Galium tunetanum Lam.
- Galium uliginosum L.
- Galium valantioides M. Bieb.
- Galium valdepilosum Heinr. Braun
- Galium valentinum Lange
- Galium velenovskyi Ancev
- Galium verrucosum Huds.
- Galium verticillatum Danthoine
- Galium verum L.
- Galium viridiflorum Boiss. & Reut.
- Galium viscosum Vahl
- Galium volgense Pobed.
- Galium volhynicum Pobed.
- Galium xeroticum (Klokov) Pobed.
- Galium xylorrhizum Boiss. & A. Huet
- Galium zabense Ehrend.